# Sciapus incognitus
Sciapus incognitus är en tvåvingeart som beskrevs av Negrobov och Igor Shamshev 1986. Sciapus incognitus ingår i släktet Sciapus och familjen styltflugor. Inga underarter finns listade i Catalogue of Life.